# Segunda Categoría de Orellana 2017
El Campeonato Provincial de Fútbol de Segunda Categoría de Orellana 2017 fue un torneo de fútbol en Ecuador en el cual compitieron equipos de la Provincia de Orellana. El torneo fue organizado por Asociación de Fútbol Profesional de Orellana (AFPO) y avalado por la Federación Ecuatoriana de Fútbol. El torneo empezó el 14 de mayo de 2017 y finalizó el 9 de julio de 2017. Participaron 4 clubes de fútbol y entregó 1 cupo al Zonal de Ascenso de la Segunda Categoría 2017 por el ascenso a la Serie B.

## Sistema de campeonato
El sistema determinado por la Asociación de Fútbol Profesional de Orellana fue el siguiente:
- Primera etapa: Con los 4 equipos establecidos, fue todos contra todos ida y vuelta (6 fechas), al final el equipo que terminó en primer lugar clasificó a la final del torneo.
- Segunda etapa: Con los 4 equipos establecidos, fue todos contra todos ida y vuelta (6 fechas), al final el equipo que terminó en primer lugar clasificó a la final del torneo.
- Tercera etapa: Con los dos ganadores de las etapas anteriores se jugó un play-off a partido único donde el ganador se coronó campeón provincial y clasificó a los zonales de Segunda Categoría 2017.
  - Nota: Si un equipo ganaba las dos etapas se coronaba campeón de manera directa.

## Equipos participantes
| Equipos participantes                | Equipos participantes | Equipos participantes                                          |
| ------------------------------------ | --------------------- | -------------------------------------------------------------- |
|                                      |                       |                                                                |
| Equipo                               | Ciudad                | Estadio                                                        |
| Abuelos Fútbol Club                  | Orellana              | Estadio Federativo de El Coca                                  |
| Club Deportivo Coca                  | Orellana              | Estadio Federativo de El Coca                                  |
| Club Deportivo Estrellas de Orellana | Orellana              | Estadio Federativo de El Coca                                  |
| Anaconda Fútbol Club                 | La Joya de los Sachas | Estadio de la Liga Deportiva Cantonal de La Joya de los Sachas |

## Equipos por cantón
| Cantón                | N.º | Equipos                                                  |
| --------------------- | --- | -------------------------------------------------------- |
| Orellana              | 3   | - Abuelos F. C. - Deportivo Coca - Estrellas de Orellana |
| La Joya de los Sachas | 1   | - Anaconda F. C.                                         |

## Primera etapa

### Clasificación
|  |    | Equipo                | PJ | PG | PE | PP | GF | GC | DG  | PTS |
|  | -- | --------------------- | -- | -- | -- | -- | -- | -- | --- | --- |
|  | 1. | Anaconda F. C.        | 6  | 4  | 2  | 0  | 27 | 7  | +20 | 14  |
|  | 2. | Deportivo Coca        | 6  | 2  | 3  | 1  | 12 | 6  | +6  | 9   |
|  | 3. | Abuelos F. C.         | 6  | 1  | 2  | 3  | 11 | 11 | 0   | 5   |
|  | 4. | Estrellas de Orellana | 6  | 1  | 1  | 4  | 5  | 31 | −36 | 4   |

|  | Ganador de la etapa avanza a la final. |

### Evolución de la clasificación
| Equipo / Jornada      | 01 | 02 | 03 | 04 | 05 | 06 |
| --------------------- | -- | -- | -- | -- | -- | -- |
| Anaconda F. C.        | 3  | 1  | 1  | 1  | 1  | 1  |
| Deportivo Coca        | 2  | 4  | 2  | 2  | 2  | 2  |
| Abuelos F. C.         | 4  | 2  | 3  | 3  | 3  | 3  |
| Estrellas de Orellana | 1  | 3  | 4  | 4  | 4  | 4  |

### Resultados
| Abuelos FC  | 1 - 2 | Estrellas de Orellana | Federativo (El Coca) | 14 de mayo | 11:00 |
| Anaconda FC | 2 - 2 | Deportivo Coca        | Federativo (El Coca) | 14 de mayo | 13:00 |

| Estrellas de Orellana | 0 - 10 | Anaconda FC | Federativo (El Coca) | 21 de mayo | 11:00 |
| Deportivo Coca        | 0 - 3  | Abuelos FC  | Federativo (El Coca) | 21 de mayo | 13:00 |

| Deportivo Coca | 5 - 0 | Estrellas de Orellana | Federativo (El Coca) | 28 de mayo | 11:00 |
| Anaconda FC    | 4 - 3 | Abuelos FC            | Federativo (El Coca) | 28 de mayo | 16:00 |

| Abuelos FC            | 1 - 2 | Anaconda FC    | Federativo (El Coca) | 4 de junio | 11:00 |
| Estrellas de Orellana | 0 - 4 | Deportivo Coca | Federativo (El Coca) | 4 de junio | 13:00 |

| Abuelos FC  | 0 - 0 | Deportivo Coca        | Federativo (El Coca) | 11 de junio | 11:00 |
| Anaconda FC | 8 - 0 | Estrellas de Orellana | Federativo (El Coca) | 11 de junio | 13:00 |

| Estrellas de Orellana | 3 - 3 | Abuelos FC  | Federativo (El Coca) | 14 de junio | 17:00 |
| Deportivo Coca        | 1 - 1 | Anaconda FC | Federativo (El Coca) | 14 de junio | 19:00 |

## Segunda etapa

### Clasificación
|  |    | Equipo                | PJ | PG | PE | PP | GF | GC | DG  | PTS |
|  | -- | --------------------- | -- | -- | -- | -- | -- | -- | --- | --- |
|  | 1. | Abuelos F. C.         | 6  | 4  | 1  | 1  | 25 | 5  | +20 | 13  |
|  | 2. | Anaconda F. C.        | 6  | 3  | 2  | 1  | 18 | 6  | +12 | 11  |
|  | 3. | Deportivo Coca        | 6  | 2  | 1  | 3  | 8  | 9  | −1  | 7   |
|  | 4. | Estrellas de Orellana | 6  | 1  | 0  | 5  | 1  | 32 | −31 | 3   |

|  | Ganador de la etapa avanza a la final. |

### Evolución de la clasificación
| Equipo / Jornada      | 01 | 02 | 03 | 04 | 05 | 06 |
| --------------------- | -- | -- | -- | -- | -- | -- |
| Abuelos F. C.         | 1  | 1  | 1  | 1  | 1  | 1  |
| Anaconda F. C.        | 2  | 2  | 2  | 2  | 2  | 2  |
| Deportivo Coca        | 3  | 3  | 4  | 3  | 3  | 3  |
| Estrellas de Orellana | 4  | 4  | 3  | 4  | 4  | 4  |

### Resultados
| Abuelos FC     | 11 - 0 | Estrellas de Orellana | Federativo (El Coca) | 18 de junio | 11:00 |
| Deportivo Coca | 1 - 3  | Anaconda FC           | Federativo (El Coca) | 18 de junio | 13:00 |

| Estrellas de Orellana | 0 - 1 | Anaconda FC | Federativo (El Coca) | 21 de junio | 17:00 |
| Deportivo Coca        | 1 - 2 | Abuelos FC  | Federativo (El Coca) | 21 de junio | 19:00 |

| Deportivo Coca | 0 - 1 | Estrellas de Orellana | Federativo (El Coca) | 25 de junio | 10:30 |
| Anaconda FC    | 1 - 1 | Abuelos FC            | Joya de los Sachas   | 25 de junio | 15:00 |

| Abuelos FC            | 2 - 1 | Anaconda FC    | Federativo (El Coca) | 28 de junio | 17:00 |
| Estrellas de Orellana | 0 - 2 | Deportivo Coca | Federativo (El Coca) | 28 de junio | 19:00 |

| Abuelos FC  | 1 - 2  | Deportivo Coca        | Federativo (El Coca)      | 2 de julio | 10:30 |
| Anaconda FC | 10 - 0 | Estrellas de Orellana | LDC de Joya de los Sachas | 2 de julio | 15:00 |

| Estrellas de Orellana | 0 - 8 | Abuelos FC     | Federativo (El Coca) | 5 de julio | 17:00 |
| Anaconda FC           | 2 - 2 | Deportivo Coca | Federativo (El Coca) | 5 de julio | 19:00 |

## Tabla acumulada
|  |    | Equipo                | PJ | PG | PE | PP | GF | GC | DG  | PTS |
|  | -- | --------------------- | -- | -- | -- | -- | -- | -- | --- | --- |
|  | 1. | Anaconda F. C.        | 12 | 7  | 4  | 1  | 45 | 13 | +32 | 25  |
|  | 2. | Abuelos F. C.         | 12 | 5  | 3  | 4  | 36 | 16 | +20 | 18  |
|  | 3. | Deportivo Coca        | 12 | 4  | 4  | 4  | 20 | 15 | +5  | 14  |
|  | 4. | Estrellas de Orellana | 12 | 2  | 1  | 9  | 6  | 63 | −57 | 7   |

## Final
| 9 de julio, 15:00 | Abuelos F. C. | 1:0 | Anaconda F. C. | Estadio Liga Deportiva Cantonal, La Joya de los Sachas |  |

|                                                                                             |
|                                                                                             |
| Campeón Abuelos Fútbol Club 2.° título Clasifica a los zonales de la Segunda Categoría 2017 |

## Goleadores
- Actualizado el 29 de julio de 2017

| Jugador             | Equipo                | Goles |
| ------------------- | --------------------- | ----- |
| 1. Jefferson Campos | Abuelos F. C.         | 8     |
| 2. Bill Mina        | Estrellas de Orellana | 3     |
| 3. Daniel Cevallos  | Estrellas de Orellana | 3     |
| 4. Jhosue Chamba    | Abuelos F. C.         | 2     |